# Dorcadion kalashiani
Dorcadion kalashiani är en skalbaggsart som beskrevs av Aleksandr Sergeievich Danilevsky 1992. Dorcadion kalashiani ingår i släktet Dorcadion och familjen långhorningar.
Artens utbredningsområde är Iran. Inga underarter finns listade i Catalogue of Life.